# 川瀬堅斗
川瀬 堅斗（かわせ けんと、2002年6月18日 - ）は、大分県大分市出身のプロ野球選手（投手）。右投右打。オリックス・バファローズ所属。
兄はプロ野球選手で福岡ソフトバンクホークス所属の川瀬晃。

## 経歴

### プロ入り前

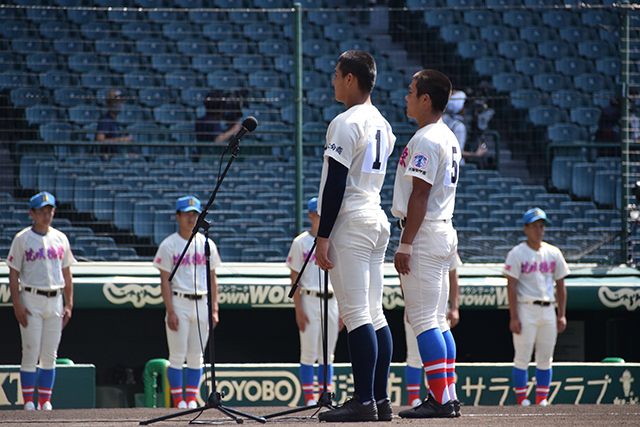
2020年甲子園高校野球交流試合での選手宣誓
左が川瀬、右は井上朋也

小学校入学前から「賀来ヤンキース」で軟式野球を始め、大分市立賀来小中学校の中学生時には「湯布院ボーイズ」に所属する。中学3年の頃に、交通事故で頭蓋骨骨折などの重傷を負い、一時は生死をさまよった。当初は、野球などのスポーツはもちろん、普通の生活でさえできるか分からない状況だった。
大分県立大分商業高校に進学。2020年甲子園高校野球交流試合では、8回3失点に終わり敗戦する。なおこの交流試合では、花咲徳栄の井上朋也と共に選手宣誓を行っている。
2020年10月26日、NPBドラフト会議でオリックス・バファローズより育成1巡目で指名され、11月30日、支度金300万円、年俸240万円（金額は推定）で契約合意に達し、12月19日、入団発表会見が行われた。背番号は011。

### プロ入り後
2024年7月30日、球団より支配下選手登録が発表された。背番号は94。 
2024年9月13日対ソフトバンク戦では、兄・晃と初対決が実現。結果は二ゴロに打ち取った。晃との対戦を振り返り、「（晃から）めっちゃいいボールだったって言われました。今日は抑えられましたけど、これからホームラン打たれるかもしれないし、そこは僕も同じ舞台でやってる以上、真剣勝負なので。全力でねじ伏せに行きたいと思います」と語っている。

## 選手としての特徴
最速148km/hのストレート。変化球はカーブ、スライダー、カットボール、チェンジアップにスプリット系の落ちる変化球を操る本格派の右腕。

## 詳細情報

### 年度別投手成績
| 年 度     | 球 団      | 登 板 | 先 発 | 完 投 | 完 封 | 無 四 球 | 勝 利 | 敗 戦 | セ 丨 ブ | ホ 丨 ル ド | 勝 率 | 打 者 | 投 球 回 | 被 安 打 | 被 本 塁 打 | 与 四 球 | 敬 遠 | 与 死 球 | 奪 三 振 | 暴 投 | ボ 丨 ク | 失 点 | 自 責 点 | 防 御 率 | W H I P |
| --------- | ---------- | ----- | ----- | ----- | ----- | -------- | ----- | ----- | -------- | ----------- | ----- | ----- | -------- | -------- | ----------- | -------- | ----- | -------- | -------- | ----- | -------- | ----- | -------- | -------- | ------- |
| 2024      | オリックス | 8     | 0     | 0     | 0     | 0        | 0     | 1     | 0        | 0           | .000  | 51    | 10.1     | 11       | 0           | 7        | 0     | 1        | 3        | 0     | 0        | 5     | 4        | 3.48     | 1.74    |
| 通算：1年 | 通算：1年  | 8     | 0     | 0     | 0     | 0        | 0     | 1     | 0        | 0           | .000  | 51    | 10.1     | 11       | 0           | 7        | 0     | 1        | 3        | 0     | 0        | 5     | 4        | 3.48     | 1.74    |

- 2024年度シーズン終了時

### 年度別守備成績
| 年 度 | 球 団      | 投手  | 投手  | 投手  | 投手  | 投手  | 投手     |
| 年 度 | 球 団      | 試 合 | 刺 殺 | 補 殺 | 失 策 | 併 殺 | 守 備 率 |
| ----- | ---------- | ----- | ----- | ----- | ----- | ----- | -------- |
| 2024  | オリックス | 8     | 1     | 2     | 0     | 0     | 1.000    |
| 通算  | 通算       | 8     | 1     | 2     | 0     | 0     | 1.000    |

- 2024年度シーズン終了時

### 記録
初記録
- 初登板：2024年8月11日、対千葉ロッテマリーンズ18回戦（ZOZOマリンスタジアム）、6回裏に2番手で救援登板・完了、3回1失点（自責点0）[14]
- 初奪三振：同上、7回裏に中村奨吾から空振り三振
- 初ホールド：2025年4月22日、対福岡ソフトバンクホークス4回戦（みずほPayPayドーム福岡）、10回表に5番手で救援登板、1回無失点

### 背番号
- 011（2021年 - 2024年7月29日）
- 94（2024年7月30日 - ）

### 登場曲
- 「GATEWAY」LIL LEAGUE from EXILE TRIBE（2024年 - ）